# تروبة (حديبو)

تعديل مصدري - تعديل

تروبة إحدى قرى مديرية حديبو التابعة لمحافظة سقطرى، بلغ تعداد سكانها 93 نسمة حسب تعداد اليمن لعام 2004.